# Kaiko Sareta Ankoku Heishi (Sanjū-dai) no Surō na Sekando Raifu
Kaiko Sareta Ankoku Heishi (Sanjū-dai) no Surō na Sekando Raifu (jap. 解雇された暗黒兵士（30代）のスローなセカンドライフ) ist eine japanische Online-Romanreihe von Rokujūyon Okazawa, die ab 2018 erschien und in mehreren andere Medien umgesetzt wurde. Adaptionen als Manga und Anime wurden international als Chillin' in My 30s after Getting Fired from the Demon King's Army bekannt.

## Inhalt
Seit jeher war Dariel ein Soldat der Dämonenarmee und ist bis zum Assistenten der vier Generäle aufgestiegen. Anders als die anderen Dämonen beherrscht er keine Magie, ist ihnen aber durch seine Intelligenz von Nutzen. Doch als eine neue Generation von Generälen an die Macht kommt, wird er entlassen und muss sich eine neue Bleibe suchen. Im Wald trifft er das Menschenmädchen Marika und rettet es vor einem Monster. Durch sie kommt er zum Dorf Lux, wo der Vater des Mädchens Dorfvorsteher ist und Dariel aufnimmt. Er verheimlicht, dass er in der Armee der Dämonen war. Und als er in die Gilde aufgenommen werden soll, wird ihm durch das Aufnahmeritual klar: Dariel ist selbst ein Mensch. Das ist auch der Grund, aus dem er nie Magie wirken konnte. Doch seine Kampfkünste sind geschult und so kann er dem Dorf nützlich sein.
In der Abenteurergilde nimmt er Aufträge an, die ihm durch seine Erfahrung und Training leicht fallen. Der Abenteurer Gashita ist zunächst sein Rivale, wird aber zu Dariels anhänglichen Verehrer, nachdem der ihm das Leben gerettet hat. Und auch Marika zeigt sich anhänglich und unerwartet stark und fähig, sodass Dariel bei ihr und ihrem Vater in Lux bleibt. Durch sein Wissen und Fähigkeiten kann er die nahe Mithril-Mine von den Dämonen befreien und bringt dem Dorf einen Aufschwung.

## Veröffentlichungen
Die von Rokujūyon Okazawa geschriebene Geschichte erschien zunächst ab November 2018 als Fortsetzungsroman auf der Plattform Shōsetsuka ni Narō. Im Juli 2020 wurde die Reihe dort abgeschlossen. Eine von Sage Joh illustrierte Version der Geschichte wird seit August 2019 von Kodansha als Light Novel veröffentlicht und umfasst bisher drei Bände.
Im August 2019 startete im Young Magazine the 3rd von Kodansha eine Adaption der Serie als Manga, umgesetzt von Rurekuchie. Im März 2021 wurde die Serie in diesem Magazin beendet und wechselte zu Mai 2021 ins Gekkan Young Magazine. Der Verlag brachte die Kapitel auch gesammelt in bisher neun Bänden heraus. Der Ableger von Kodansha in den USA veröffentlicht dort eine englische Fassung.

## Animeserie
Bei Encourage Films entstand eine Adaption des Stoffs als Anime-Serie mit 12 Folgen für das japanische Fernsehen. Bei der Produktion nach einem Drehbuch von Hitomi Amamiya führte Fumitoshi Oizaki Regie. Das Charakterdesign stammt von Satomi Yonezawa und die künstlerische Leitung lag bei Kazuhiro Arai. Die Tonarbeiten leitete Hiroto Morishita und für die Kameraführung war Yasuyuki Itou verantwortlich. Produzenten waren Hiroaki Nakazato, Takanori Matsuoka und Yoshiyuki Shiotani.
Im Juli 2022 wurde die Serie erstmals angekündigt. Die je 23 Minuten langen Folgen wurden vom 7. Januar bis 25. März 2023 von Tokyo MX gezeigt. Parallel dazu fand auf der Plattform Crunchyroll die internationale Veröffentlichung per Streaming statt, unter anderem mit deutschen und englischen Untertiteln. In Südkorea wurde der Anime vom Sender Aniplus gezeigt.

### Synchronisation
| Rolle     | japanischer Sprecher (Seiyū) |
| --------- | ---------------------------- |
| Dariel    | Tomokazu Sugita              |
| Marika    | Akane Fujita                 |
| Bashbarza | Atsushi Abe                  |
| Gashita   | Tetsuya Kakihara             |

### Musik
Die Musik der Serie wurde komponiert von Tsubasa Ito. Das Vorspannlied ist Changemaker von Hinano und der Abspann wurde unterlegt mit Dear Doze Days von Akari Kitō.